# Selv en dråbe
"Selv en dråbe" er en velgørenhedssang fra 1999 til fordel for ofrene for Kosovokrigen. Singlen udkom den 21. april 1999 på det dertil oprettede selskab Grænseløs Grammofon. Musikken er skrevet af Stig Kreutzfeldt, mens teksten er af Poul Krebs og Dan Holmfjord (Humleridderne). Den er produceret af Kim Sagild, Peter Biker, Stig Kreutzfeldt og Peter Mark. Samtlige indtægter gik ubeskåret til nødhjælpsorganisationerne Dansk Røde Kors, Dansk Flygtningehjælp og Folkekirkens Nødhjælp. Sangen indgik også på albummet Grænseløs Greatest.

## Spor
- CD single[4]

1. "Selv en dråbe" (radio edit) – 4:42
2. "Selv en dråbe" (remix version) – 4:37
3. "Selv en dråbe" (syng selv version) – 4:47

## Medvirkende kunstnere
Produktion og musikere
- Kim Sagild – producer
- Peter Biker – producer
- Stig Kreutzfeldt – musik, producer, beats, keyboard, mixer
- Peter Mark – rap producer
- Poul Krebs – tekst
- Dan Holmfjord – tekst
- Tommy Gee – effekter
- Jonas Krag – guitar
- Peter Bastian – klarinet
- Michael Friis – bas
- Ole Hansen – mixer
- Henrik Nilsson – tekniker
- Lars Nissen – tekniker
- Nis Bøgvad – tekniker
- Jan W. – remix (spor 2)
- Peter Hellemann – keyboards (spor 2)
- Rolf Hansen – guitar (spor 2)

Sangere
| - Alberte Winding – vokal - Alex Nyborg Madsen – vokal - Anders Blichfeldt – vokal - Ann-Louise – vokal - Anne Dorte Michelsen – vokal - Aqua – vokal - Aud Wilken – vokal - BeePop – vokal - Baal – vokal - Blå Øjne – vokal - Bobo Moreno – vokal - Cartoons – vokal - Christina Undhjem – vokal - Cæcilie Norby – vokal - Daniel – vokal - Dodo – vokal - Erann DD – vokal | - Etta Cameron – vokal - Elisabeth G. Nielsen – vokal - Freya – vokal - Humleridderne – vokal - Infernal – vokal - Jacob Haugaard – vokal - Jascha Richter – vokal - Jette Torp – vokal - Jimmy Jørgensen – vokal - Lars Lilholt – vokal - Lis Sørensen – vokal - Louise Norby – vokal - Maria Montell – vokal - Marie Carmen Koppel – vokal - Mark Linn – vokal - Me & My – vokal - Michael Falch – vokal | - Michael Teschl – vokal - Morten Remar – vokal - Nikolaj Steen – vokal - Nikolaj Christensen – vokal - Peter Belli – vokal - Poul Krebs – vokal - Remee – vokal - Sebastian – vokal - Stig Kreutzfeldt – vokal - Stig Rossen – vokal - S.O.A.P. – vokal - Solveig Sandnes – vokal - Sunzet – vokal - Søren Sko – vokal - Tamra Rosanes – vokal - Tiggy – vokal - Zindy Laursen – vokal |

## Hitlister
| År   | Titel           | Højeste hitlisteplacering | Album              |
| År   | Titel           | DEN                       | Album              |
| ---- | --------------- | ------------------------- | ------------------ |
| 1999 | "Selv en dråbe" | 1                         | Grænseløs Greatest |

## Ekstern henvisning
- Poul Krebs